# Pallada (Schiff, 1911)
Der Panzerkreuzer Pallada war das dritte Schiff der Bajan-Klasse der kaiserlich-russischen Marine. Er war nach der griechischen Göttin Pallas Athene benannt.
Namensvorgänger war der geschützte Kreuzer Pallada, der während des Russisch-Japanischen Kriegs 1904–1905 in Port Arthur versenkt, aber nach Kriegsende von Japan gehoben wurde, dann unter dem Namen Tsugaru (津軽) bis 1922 als Schulschiff und Minenleger in der japanischen Marine diente und 1924 durch Sprengladungen versenkt wurde.

## Die Bajan-Klasse
Die Bajan-Klasse war die vierte Klasse von Panzerkreuzern der zaristischen Marine und stellte eine erhebliche Weiterentwicklung gegenüber den Vorgängerklassen dar. Die Schiffe waren nicht mehr als Handelsstörer, sondern als Flottenaufklärer konzipiert. Der Entwurf wich daher radikal von denen der früheren Panzerkreuzer ab und stammte vom russischen MTK (Morskoi Technitscheskii Komitet = Marine-Technik-Komitee), das aus Vertretern der russischen Schiffbau-, Waffen- und Ingenieursindustrie bestand. Die neue Klasse hatte nur etwa die halbe Wasserverdrängung der Vorgänger, aber fast die gleiche Bewaffnung und erreichte eine erheblich höhere Geschwindigkeit. Der Bauvertrag für die beiden ersten Schiffe – Bajan und Admiral Makarow – ging an die französische Compagnie des Forges et Chantiers de la Méditerranée in La Seyne bei Toulon. Die beiden letzten Schiffe, Pallada und Bajan, wurden bei der Neuen Admiralitätswerft in Sankt Petersburg gebaut.

## Technische Daten
Die Pallada wurde im August 1905 auf Kiel gelegt und lief am 10. November 1906 vom Stapel. Die Indienststellung erfolgte am 21. Februar 1911. Das Schiff verdrängte 7.835 tn.l. (Standard; maximal 8.343 tn.l.), bei 145 m Länge, 18,2 m Breite und 7,0 m Tiefgang. Die Panzerung bestand aus Krupp-Zement-Stahl und war im Seitengürtel bis zu 200 mm dick, 135 mm bei den Türmen und Barbetten, 60 mm in den Kasematten, und bis zu 30 mm am Hauptdeck. Die Bewaffnung bestand aus zwei 20,3-cm- und acht 15,2-cm-Geschützen sowie zwei 7,5-cm- und zwei 6,3-cm-Geschützen sowie zwei 45,0-cm-Torpedorohren. Bis zu 150 Seeminen konnten mitgeführt werden. Zwei Verbunddampfmaschinen mit dreifacher Dampfdehnung verliehen dem Kreuzer 16.500 PS und ermöglichten eine Höchstgeschwindigkeit von 22,5 Knoten. Mit einer Bunkerkapazität von 1.020 Tonnen Kohle betrug der Aktionsradius 2.100 Seemeilen bei einer Marschgeschwindigkeit von 12 Knoten. Die Besatzung bestand aus 573 Mann.

## Kriegseinsatz
Die Pallada diente in der Baltischen Flotte unter deren Oberbefehlshaber Admiral Nikolai von Essen und war in den ersten Monaten des Ersten Weltkriegs sehr aktiv.
Als in der Nacht des 13. Augustjul. / 26. August 1914greg. der deutsche Kleine Kreuzer Magdeburg im Nebel bei der Insel Odensholm, am Eingang zum Finnischen Meerbusen vor der estnischen Nordküste, auf Grund gelaufen war, waren es die Kreuzer Pallada und Bogatyr, die die Magdeburg unter Beschuss nahmen und zur Selbstversenkung zwangen. Dabei gelang es den Russen, ein deutsches Signalbuch zu bergen, das bei dem überraschenden Auftauchen der russischen Schiffe aus dem Morgennebel mit Blei beschwert über Bord geworfen worden war.
Am 24. Augustjul. / 6. September 1914greg. trafen die Pallada und ihr Schwesterschiff Bajan nördlich von Dagö auf den Kleinen Kreuzer Augsburg, der versuchte, die russischen Panzerkreuzer zu einer Verfolgung zu veranlassen. Er suchte sie auf den Verband des Oberbefehlshabers der Ostseestreitkräfte (O.d.O.), Großadmiral Prinz Heinrich von Preußen, zu ziehen, der mit seinem Flaggschiff Blücher, sieben Linienschiffen, fünf Kleinen Kreuzern und 24 Torpedobooten in die östliche Ostsee vorgestoßen war. Pallada und Bajan zogen sich jedoch in den Finnischen Meerbusen zurück, und es kam zu keinem Gefecht.
Am 28. Augustjul. / 10. September 1914greg. führte Admiral von Essen sein Flaggschiff, den Panzerkreuzer Rurik, und die Pallada in die Ostsee, um dort Handelskrieg zu führen. Obwohl das Unternehmen erfolglos blieb, war dieser Vorstoß für die Moral der russischen Marine wichtig, da er den Besatzungen signalisierte, dass sie nicht nur untätig in ihren Häfen zu verbleiben hatten.

### Verlust des Schiffes
Nur einen Monat später, am 28. Septemberjul. / 11. Oktober 1914greg., wurde die Pallada am Eingang zum Finnischen Meerbusen 16,5 sm vor Russarö von dem deutschen U-Boot U 26 unter Kapitänleutnant Egenolf von Berckheim torpediert. Dabei explodierten Munitionskammern, und der Kreuzer sank innerhalb weniger Minuten mit der gesamten Besatzung von 597 (611?) Mann. Der Panzerkreuzer hatte nicht mit einem U-Boot gerechnet, als er zu einem Gefecht mit den deutschen Kreuzern Amazone, Lübeck und Augsburg anlief. Es war der erste Totalverlust eines Schiffes der russischen Marine im Ersten Weltkrieg.
Nach dieser Katastrophe befahl Admiral von Essen, dass alle größeren Schiffe nur noch mit Torpedobootseskorten operieren durften. Alle Linienschiffe wurden in den finnischen Meerbusen verlegt. Zu aktiven Einsätzen der Linienschiffe kam es danach kaum noch.